# Tiếng Hy Lạp hiện đại
Tiếng Hy Lạp hiện đại (Νέα Ελληνικά, Néa Elliniká, [ˈne.a eliniˈka] hoặc Νεοελληνική Γλώσσα), thường được người nói gọi đơn giản là tiếng Hy Lạp (Ελληνικά, Elliniká), gọi chung là các phương ngữ của tiếng Hy Lạp được nói trong thời kỳ hiện đại và bao gồm cả hình thức chuẩn hóa chính thức của nhóm ngôn ngữ đôi khi được gọi là tiếng Hy Lạp hiện đại chuẩn. Sự kết thúc của thời kỳ Hy Lạp Trung đại và sự khởi đầu của Hy Lạp hiện đại thường được gán một cách tượng trưng cho sự sụp đổ của Đế quốc Byzantine vào năm 1453, mặc dù ngày đó không có ranh giới ngôn ngữ rõ ràng và nhiều đặc điểm đặc trưng của ngôn ngữ hiện đại phát sinh từ nhiều thế kỷ trước, bắt đầu khoảng thế kỷ thứ tư công nguyên.
Trong thời gian dài, ngôn ngữ tồn tại trong tình trạng diglossia với các phương ngữ nói trong khu vực tồn tại song song ở Hy Lạp với các dạng viết cổ xưa hơn, như với các phương ngữ bản địa và học thức (Dimotiki và Katharevousa) tồn tại trong suốt thế kỷ 19 và 20.

## Phương ngữ
Các phương ngữ Hy Lạp hiện đại bao gồm Demotic, Katharevousa, Pontus, Cappadocia, Mariupol, Nam Ý, Yāwān và Tsakonia.

### Demotic
Nói đúng ra, bình dân (Δημοτική) chỉ đến tất cả các phương ngữ phổ biến của tiếng Hy Lạp hiện đại tiến hóa theo một con đường chung từ tiếng Hy Lạp Koine và đã duy trì sự thông hiểu lẫn nhau ở mức độ cao đến nay. Như trong các bài thơ Ptochoprodromic và Digenis Acritas, tiếng Hy Lạp Bình Dân là thổ ngữ đã có từ trước thế kỷ 11 và được gọi là ngôn ngữ "La Mã" của người Hy Lạp Byzantine, đáng chú ý là ở Hy Lạp bán đảo, các đảo Hy Lạp, ven biển Tiểu Á, Constantinople và Síp. 

Sự phân bố của các khu vực phương ngữ tiếng Hy Lạp hiện đại.

Ngày nay, dạng chuẩn hoá của tiếng Hy Lạp Bình Dân là ngôn ngữ chính thức của Cộng hòa Hy Lạp và Síp, và được gọi là "Tiếng Hy Lạp hiện đại chuẩn", hay đơn giản hơn là "tiếng Hy Lạp", "tiếng Hy Lạp hiện đại" hoặc "tiếng Bình Dân".
Tiếng Hy Lạp Bình Dân bao gồm nhiều biến thể khu vực khác nhau với sự khác biệt nhỏ về ngôn ngữ, chủ yếu là về âm vị và từ vựng. Do mức độ thông hiểu lẫn nhau cao của nhóm này, các nhà ngôn ngữ học Hy Lạp gọi chúng là "thổ ngữ" của một "phương ngữ Bình Dân" rộng hơn, được gọi là "tiếng Hy Lạp Koine hiện đại" (Koiní Neoellinikí - 'Neo-Hellenic'). Tuy nhiên, hầu hết các nhà ngôn ngữ học nói tiếng Anh đều gọi chúng là "phương ngữ", chỉ nhấn mạnh mức độ biến đổi khi cần thiết. Các phương ngữ Hy Lạp Bình Dân được chia thành hai nhóm chính, miền Bắc và miền Nam.
Tiếng Hy Lạp Bình Dân đã chính thức được dạy bằng chữ Hy Lạp đơn âm phù hiệu từ năm 1982. Chữ đa âm phù hiệu vẫn phổ biến trong giới trí thức.

### Katharevousa
Katharevousa (Κθρεύ) là một phương ngữ xã hội bán nhân tạo được quảng bá vào thế kỷ 19, là nền tảng của nhà nước Hy Lạp hiện đại, như một sự thỏa hiệp giữa Tiếng Hy Lạp cổ đại và tiếng Bình Dân hiện đại. Nó là ngôn ngữ chính thức của tiếng Hy Lạp hiện đại cho đến năm 1976.
Tiếng Katharevousa được viết bằng chữ Hy Lạp đa âm phù hiệu. Ngoài ra, trong khi tiếng Hy Lạp Bình Dân chứa các từ mượn từ tiếng Thổ Nhĩ Kỳ, tiếng Ý, tiếng Latinh và các ngôn ngữ khác, phần lớn chúng đã bị thanh trừng từ tiếng Katharevousa.

### Pontus

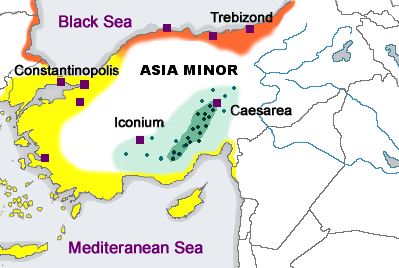
Phương ngữ Hy Lạp Tiểu Á cho đến năm 1923. Tiếng Hy Lạp hiện đại màu vàng. Tiếng Hy Lạp Pontus màu cam. Tiếng Hy Lạp Cappadocia màu xanh lá cây, với các chấm màu xanh lá cây biểu thị các làng Hy Lạp Cappadocia riêng lẻ vào năm 1910.

Tiếng Pontus (τΠτ) ban đầu được nói dọc theo bờ biển Biển Đen ở Thổ Nhĩ Kỳ, khu vực được gọi là Pontus, cho đến khi hầu hết người nói của nó bị giết hoặc chuyển đến Hy Lạp hiện đại trong cuộc diệt chủng Pontus (1919, 1921), sau đó là trao đổi dân cư giữa Hy Lạp và Thổ Nhĩ Kỳ năm 1923. (Một số lượng nhỏ người Hồi giáo nói tiếng Hy Lạp Pontus đã thoát khỏi những sự kiện này và vẫn cư trú tại các ngôi làng Pontus của Thổ Nhĩ Kỳ). Nó đến từ tiếng Hy Lạp Koine và bảo tồn các đặc điểm của tiếng Hy Lạp Ionia do các thuộc địa cổ đại của khu vực. Tiếng Pontus đã phát triển thành một phương ngữ riêng biệt từ tiếng Hy Lạp Bình Dân do kết quả của sự cô lập khu vực với dòng tộc chính Hy Lạp sau cuộc Thập tự chinh thứ tư phân chia Đế quốc Byzantine thành các vương quốc riêng biệt (xem Đế quốc Trapezous).

### Cappadocia
Cappadocia (αππδ) là một phương ngữ Hy Lạp ở miền trung Thổ Nhĩ Kỳ có cùng số phận với tiếng Pontus; người nói của nó định cư ở lục địa Hy Lạp sau cuộc diệt chủng Hy Lạp (1919-1921) và cuộc trao đổi dân cư giữa Hy Lạp và Thổ Nhĩ Kỳ vào năm 1923. Tiếng Hy Lạp Cappadocia chuyển hướng từ các phương ngữ Hy Lạp Byzantine, bắt đầu với các cuộc chinh phạt của Thổ Nhĩ Kỳ ở Trung Á trong thế kỷ 11 và 12, và do đó đã phát triển một số đặc điểm cơ bản, như không còn giống danh từ. Tuy nó bị cô lập khỏi các cuộc chinh phạt thập tự chinh (Cuộc thập tự chinh thứ tư) và ảnh hưởng của người Venice sau này ở bờ biển Hy Lạp nhưng nó vẫn giữ các từ ngữ Hy Lạp cổ đại cho nhiều từ được thay thế bằng từ ngôn ngữ Rôman trong tiếng Hy Lạp Bình Dân. Nhà thơ Rumi, tên gọi có nghĩa là "La Mã", chỉ đến nơi cư trú của ông trong số những người nói tiếng Hy Lạp "La Mã" của Cappadocia, đã viết một vài bài thơ bằng tiếng Hy Lạp Cappadocia, một trong những minh chứng sớm nhất của phương ngữ này.

### Mariupol
Rumeíka (Ρωμαίικα) hay tiếng Hy Lạp Mariupol là một phương ngữ được nói ở khoảng 17 ngôi làng xung quanh bờ biển phía bắc của Biển Azov ở miền nam Ukraina và Nga. Tiếng Hy Lạp Mariupol có liên quan chặt chẽ với tiếng Hy Lạp Pontus và phát triển từ phương ngữ tiếng Hy Lạp được nói ở Krym, một phần của Đế quốc Byzantine và sau đó là Đế quốc Trapezous Pontus, cho đến khi nhà nước này rơi vào tay Ottoman năm 1461. Sau đó, nhà nước Hy Lạp Crimea tiếp tục tồn tại với tư cách là Công quốc Theodoro Hy Lạp độc lập. Cư dân Crimea nói tiếng Hy Lạp được Ekaterina II Đại đế mời đến tái định cư tại thành phố mới Mariupol sau Chiến tranh Nga-Thổ Nhĩ Kỳ (1768-1774) để thoát khỏi Crimea do Hồi giáo thống trị. Các đặc điểm chính của tiếng Mariupol có những điểm tương đồng nhất định với cả tiếng Pontus (ví dụ: thiếu sự tổng hợp nguyên âm -ía, éa) và các phương ngữ miền bắc của phương ngữ cốt lõi (ví dụ như thanh âm miền bắc).

### Nam Ý

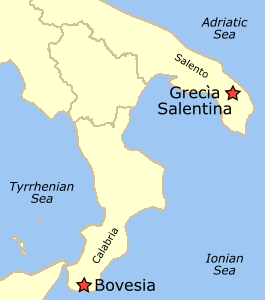
Các khu vực ở Nam Ý nơi nói phương ngữ Griko và Calabria

Nam Ý hoặc Italia (Κτω) bao gồm cả hai phương ngữ Calabria và Griko, được nói bởi khoảng 15 ngôi làng ở vùng Calabria và Apulia. Phương ngữ Nam Ý là dấu vết sống cuối cùng của các yếu tố Hy Lạp ở miền Nam nước Ý đã từng hình thành Magna Graecia. Nguồn gốc của nó có thể từ những người định cư Hy Lạp Dorian đã xâm chiếm khu vực từ Sparta và Korinthos vào năm 700 trước Công nguyên.
Nó đã nhận được ảnh hưởng đáng kể của Hy Lạp Koine thông qua người thực dân Hy Lạp Byzantine, người đã đưa ngôn ngữ Hy Lạp trở lại cho khu vực, bắt đầu từ cuộc chinh phạt Ý của Justinianus I vào thời cổ đại và tiếp tục qua thời Trung cổ. Phuong ngữ Griko và Dometic có thể thông hiểu lẫn nhau ở một mức độ nào đó, nhưng trước đây có một số đặc điểm chung với tiếng Tsakonia.

### Yawan
Yawan là một ngôn ngữ gần như biến mất của người Do Thái Rôman. Ngôn ngữ này đã bị suy giảm trong nhiều thế kỷ cho đến khi hầu hết người nói của nó bị giết trong Holocaust. Sau đó, ngôn ngữ này chủ yếu được gìn giữ bởi những người Rôman di cư còn lại đến Israel, nơi nó bị thay thế bởi tiếng Do Thái hiện đại.

### Tsakonia
Tiếng Tsakonia (Τσακωνικά) được nói ở dạng đầy đủ ngày nay chỉ ở một số ít làng xung quanh thị trấn Leonidio thuộc vùng Arcadia ở Nam Peloponnesos, và một phần được nói xa hơn trong khu vực. Tiếng Tsakonia phát triển trực tiếp từ tiếng Laconia (Spartan cổ đại) và do đó có nguồn gốc từ tiếng Hy Lạp Doric.
Nó có đầu vào hạn chế từ tiếng Hy Lạp Koine và khác biệt đáng kể và không thông hiểu lẫn nhau với các phương ngữ Hy Lạp khác (như tiếng Hy Lạp Bình Dân và tiếng Hy Lạp Pontus). Một số nhà ngôn ngữ học coi nó là một ngôn ngữ riêng biệt vì điều này.

## Chữ viết
Tiếng Hy Lạp hiện đại được viết theo bảng chữ cái Hy Lạp, có 24 chữ cái, mỗi chữ cái có chữ hoa và chữ thường (nhỏ). Ngoài ra, kí tự sigma còn có một dạng cuối đặc biệt. Có hai ký hiệu phụ, các dấu nhọn chỉ trọng âm và các dấu tách đôi biểu thị kí tự nguyên âm tuy không phải là một phần của một kí tự kếp hợp. Tiếng Hy Lạp có một phép chính tả lịch sử và ngữ âm hỗn hợp, trong đó cách viết lịch sử được sử dụng nếu cách phát âm của chúng phù hợp với cách sử dụng hiện đại. Sự tương ứng giữa các âm vị phụ âm và tự vị phần lớn là thống nhất, nhưng một số nguyên âm có thể được viết theo nhiều cách. Vì vậy, đọc thì dễ nhưng viết thì khó.
Một số kí hiệu dấu phụ được sử dụng cho đến năm 1982, khi chúng được chính thức bị bỏ trong chính tả tiếng Hy Lạp vì không còn tương ứng với cách phát âm hiện đại của ngôn ngữ này. Chữ viết đơn âm phù hiệu ngày nay được sử dụng trong bối cảnh chính thức, trong trường học và cho hầu hết các mục đích viết hàng ngày ở Hy Lạp. Chữ viết đa âm phù hiệu, bên cạnh đang được sử dụng cho các phương ngữ cũ của tiếng Hy Lạp, vẫn được sử dụng trong in ấn sách, đặc biệt đối với mục đích học thuật và nghệ thuật, và trong sử dụng hàng ngày bởi một số tác giả bảo thủ và người già. Giáo hội Chính thống Hy Lạp tiếp tục sử dụng đa âm phù hiệu và Christodoulos của Athens muộn và Thượng hội đồng thánh của Giáo hội Hy Lạp đã yêu cầu đưa đa âm phù hiệu làm chữ viết chính thức trở lại. 

## Cú pháp và hình thái

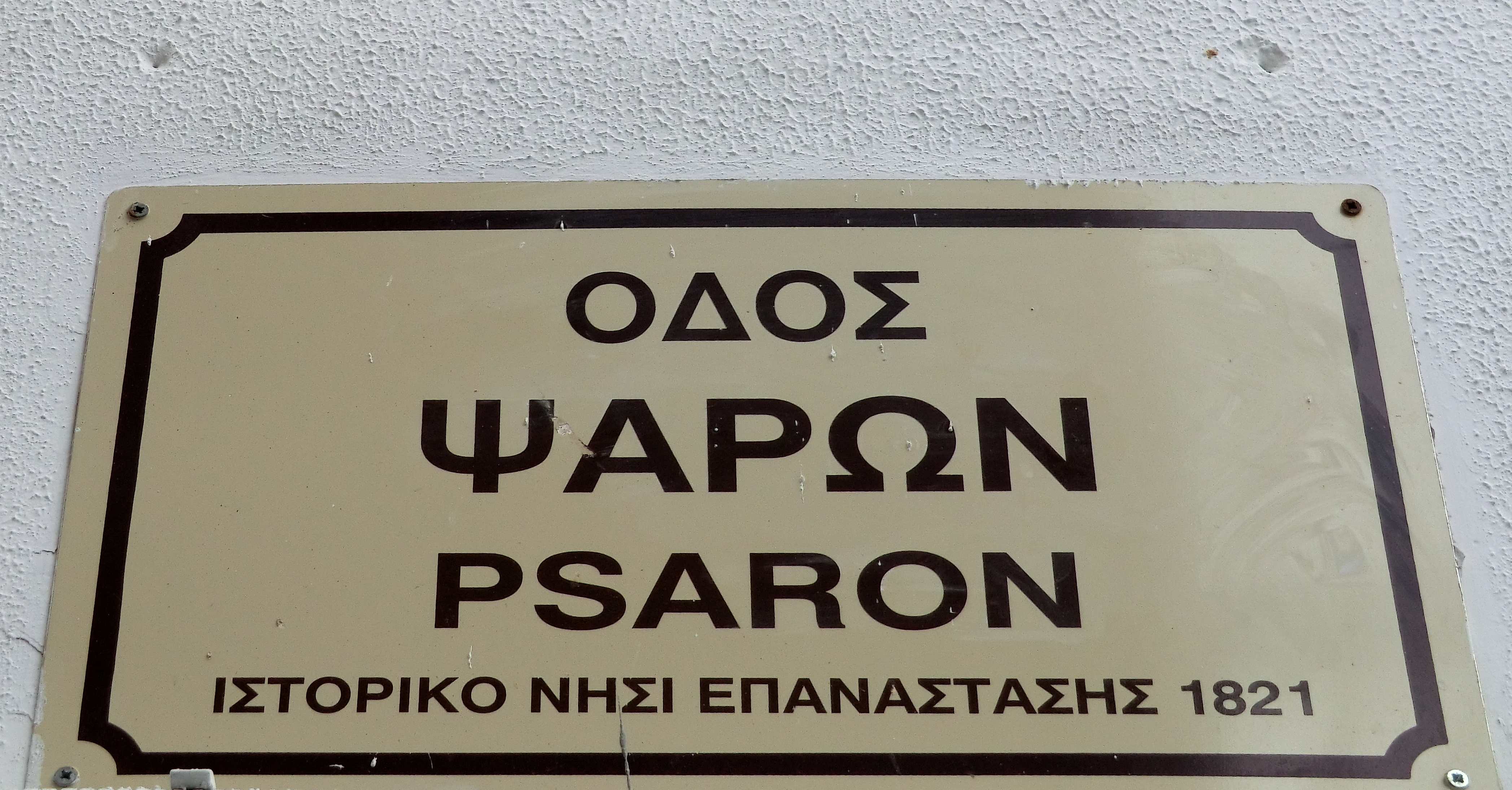
Biển hiệu đường phố ở Rethymno để vinh danh đảo Psara: Phố Psaron (nguyên dạng), hòn đảo lịch sử của Cách mạng 1821

Tiếng Hy Lạp hiện đại phần lớn là một ngôn ngữ tổng hợp. Tiếng Hy Lạp hiện đại và tiếng Albania là hai ngôn ngữ Ấn-Âu hiện đại duy nhất giữ được dạng thụ động tổng hợp (dạng thụ động Bắc German là một sự đổi mới gần đây dựa trên một đại từ phản thân ngữ pháp hoá). 